# Mark Korven
Mark Korven est un compositeur de musiques de films né à Winnipeg.

## Biographie
Il a été formé à la MacEwan University (en).

## Filmographie

### Cinéma

#### Longs métrages
- 1987 : Le Chant des sirènes (I've Heard the Mermaids Singing) de Patricia Rozema
- 1990 : White Room de Patricia Rozema
- 1991 : Sam & Me de Deepa Mehta
- 1991 : The Grocer's Wife de John Pozer
- 1992 : Voices from the Shadows
- 1994 : Lawn and Order de Janis Lundman et Adrienne Mitchell
- 1995 : The Michelle Apts. de John Pozer
- 1995 : Curtis's Charm de John L'Ecuyer
- 1994 : Henry & Verlin de Gary Ledbetter
- 1997 : Joe's Wedding de Michael Kennedy
- 1997 : Cube de Vincenzo Natali
- 1999 : The Man Who Might Have Been: An Inquiry Into the Life and Death of Herbert Norman de John Kramer
- 2000 : Falling Through de Colin Bucksey
- 2000 : Saint Jude de John L'Ecuyer
- 2014 : Cruel & Unusual de Merlin Dervisevic
- 2015 : The Witch de Robert Eggers
- 2016 : We've Forgotten More Than We Ever Knew de Thomas Woodrow
- 2017 : Awakening the Zodiac de Jonathan Wright
- 2018 : Notre Maison (Our House) de Anthony Scott Burns
- 2018 : Isabelle de Robert Heydon
- 2018 : The Swerve de Dean Kapsalis
- 2019 : The Lighthouse de Robert Eggers
- 2019 : Dans les hautes herbes (In the Tall Grass) de Vincenzo Natali
- 2021 : Personne ne sort d'ici vivant (No One Gets Out Alive) de Santiago Menghini
- 2021 : Resident Evil : Bienvenue à Raccoon City (Resident Evil: Welcome to Raccoon City) de Johannes Roberts
- 2022 : Black Phone (The Black Phone) de Scott Derrickson
- 2024 : Night Swim de Bryce McGuire
- 2024 : Don't Move d'Adam Schindler

#### Courts métrages
- 2012 : Dirty Favours
- 2012 : Dead Monday
- 2013 : Earth Except Better
- 2013 : Lemon

### Télévision

#### Séries télévisées
- 1989 : La Cinquième Dimension (The New Twilight Zone) (1 épisode)
- 2008-2010 : The Border (38 épisodes)
- 2019 : The Terror Infamy (10 épisodes)
- 2021 : Eux (Them) (10 épisodes)
- 2021 : Chapelwaite (10 épisodes)

#### Téléfilms
- 1991 : Grand Larceny
- 1996 : Lyddie
- 1996 : Giant Mine
- 1999 : Win, Again!
- 1999 : The Sheldon Kennedy Story
- 2003 : Femmes à Hollywood (Hollywood Wives: The New Generation)
- 2005 : Tagged: The Jonathan Wamback Story
- 2011 : In a Family Way (video)

#### Documentaires
- 1990 : Between Two Worlds
- 1990 : Transplant, the Breath of Life
- 1994 : The Lucky Ones: Allied Airmen and Buchenwald
- 1996 : Power
- 1997 : Confessions of a Rabid Dog
- 2001 : A Moment In Time: The United Colours of Bronstein
- 2004 : Shake Hands with the Devil: The Journey of Roméo Dallaire
- 2005 : Hogtown: The Politics of Policing